# Heilust
Heilust is een wijk in het zuidwesten van de gemeente Kerkrade in de Nederlandse provincie Limburg. De wijk bevindt zich in Kerkrade-West.
Aan de oostzijde grenst Heilust aan Kaalheide, in het noorden aan Terwinselen, aan de westzijde aan Spekholzerheide en in het zuiden aan Gracht. Ten zuiden van Heilust ligt het restant van de Steenberg Willem-Sophia waar afvalstenen van de steenkolenmijn Willem-Sophia werden gestort. Heilust ligt zelf op het Plateau van Spekholzerheide.
In Heilust staat de Onze-Lieve-Vrouw van Altijddurende Bijstandkerk. Voor de kerk staat het Sint-Barbarabeeld, een beeld ter ere van de patroonheilige van mijnwerkers.

## Geschiedenis
In de Romeinse tijd stond hier de Romeinse villa Kerkrade-Hoeve Overste Hof.
Bleijerheide · Chevremont · Eygelshoven · Gracht · Haanrade · Ham · Heilust · Holz · Hopel · Kaalheide · Kaffeberg · Kerkrade-Centrum · Locht · Mucherveld · Nulland · Rolduckerveld · Spekholzerheide · Terwinselen · Vink · Waubacherveld

Limburg: Steden en dorpen      Nederland: Provincies · Gemeenten